# Урываево (станция)
Урываево — станция (тип населенного пункта) в Панкрушихинском районе Алтайского края России. Входит в состав Урываевского сельсовета.

## География
Расположен на северо-западе края, в пределах Приобского плато, при автодороге 01Н-3203.
Абсолютная высота — 160 метров над уровнем моря.
Климат
континентальный. Средняя температура января −18,7 °C, июля +22 °C. Годовое количество атмосферных осадков — 465 мм.

## История
Посёлок возник благодаря строительству в 1950-х годах железнодорожной линии Карасук — Камень-на-Оби, части Средне-Сибирской магистрали.

## Население
| 1997 | 1998 | 1999 | 2000 | 2001 | 2002 | 2003 | 2004 | 2005 |
| ---- | ---- | ---- | ---- | ---- | ---- | ---- | ---- | ---- |
| 148  | ↗155 | ↘117 | ↗123 | ↘121 | ↘108 | ↘103 | ↗105 | ↗107 |
| 2006 | 2007 | 2008 | 2009 | 2010 | 2011 | 2012 | 2013 |      |
| ↗108 | ↗109 | ↘108 | ↗109 | ↘89  | ↗90  | ↘83  | →83  |      |

Национальный состав
Согласно результатам переписи 2002 года, в национальной структуре населения русские составляли 100 % от 105 чел.

## Инфраструктура
Путевое хозяйство Западно-Сибирской железной дороги.
Социальные услуги жители получают в ближайших населённых пунктах.

## Транспорт
Посёлок при станции доступен автомобильным и железнодорожным транспортом.